# Emil du Bois-Reymond
Emil du Bois-Reymond (ur. 7 listopada 1818 w Berlinie, zm. 26 grudnia 1896 tamże) – niemiecki lekarz i zoolog, prekursor eksperymentalnej elektrofizjologii, badacz systemu nerwowego. Brat matematyka Paula Du Bois-Reymonda (1831–1889). Jego synem był René du Bois-Reymond (1863–1936).

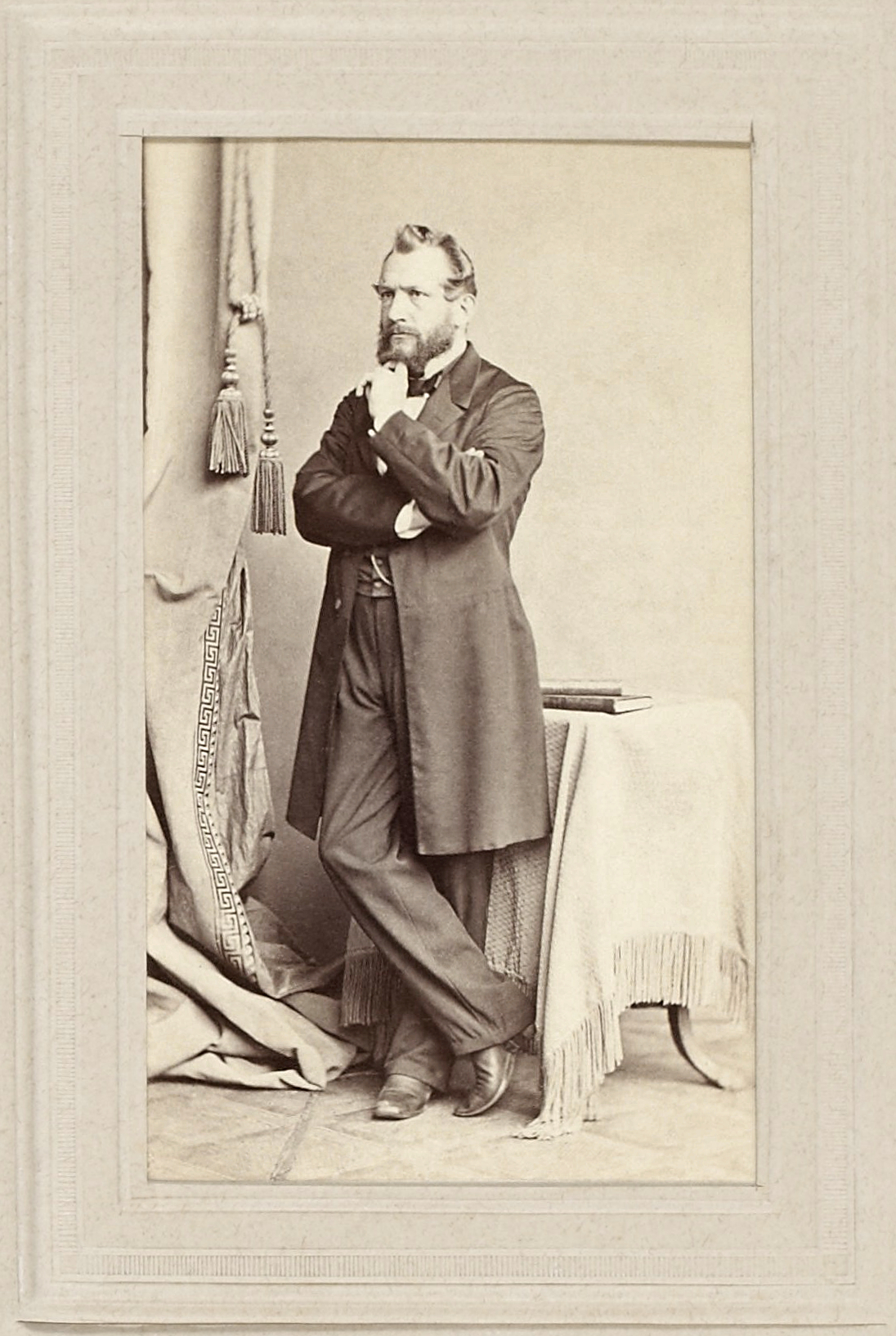
Emil du Bois-Reymond

## Życiorys
Ukończył Kolegium Francuskie w Neuchâtel (dziś część Berlina), a w 1836 wstąpił na Uniwersytet Humboldtów w Berlinie. Początkowo nie był zdecydowany co studiować, zastanawiał się nad geologią, był także zafascynowany badaniami teologa Augusta Neandera, w końcu jednak wybrał medycynę, w dużym stopniu pod wpływem cenionego wykładowcy i uczonego Müllera. W 1840 został asystentem Müllera, wkrótce pod wpływem pracy włoskiego uczonego Carlo Matteucci zainteresował się bioelektrycznością zwierząt. Badał ryby elektryczne.
Od śmierci Müllera w 1858 Bois-Reymond był, aż do swojej śmierci, profesorem na katedrze fizjologii uniwersytetu berlińskiego i dyrektorem Instytutu Fizjologii. W 1851 został też członkiem Berlińskiej Akademii Nauk. W 1877 otrzymał Pour le Mérite za Naukę i Sztukę.
Du Bois-Reymond znany jest także jako autor wyrażenia Ignoramus et ignorabimus będącego wyrazem jego niewiary w nieograniczone możliwości poznania ludzkiego.
Jednym z jego uczniów był Karl Sachs.

## Wybrane prace
- Researches on Animal Electricity (pierwsza część wyszła w 1848, ostatnia w 1884).